# Estadio José María Minella
Das Estadio José María Minella (deutsch José-María-Minella-Stadion) ist ein Fußballstadion in der argentinischen Stadt Mar del Plata, Provinz Buenos Aires. Die im Partido General Pueyrredón gelegene Anlage bietet 35.354 Plätze, wovon 20.354 Sitz- und 15.000 Stehplätze sind.

## Geschichte

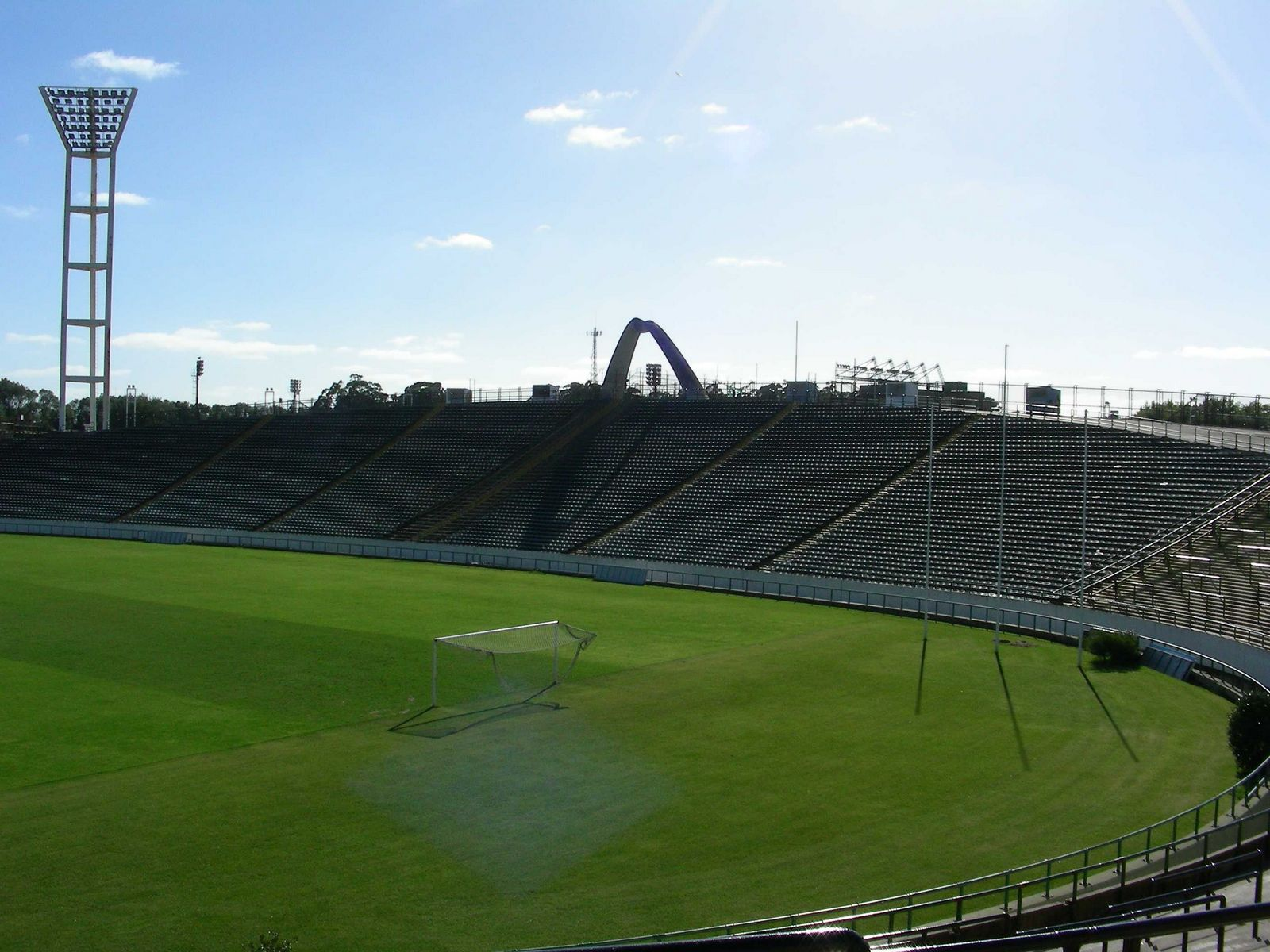
Die Gegentribüne

Das Stadion wurde von 1976 bis 1978 für die Fußball-Weltmeisterschaft 1978 errichtet und hieß daher zunächst Estadio Mundialista de Mar del Plata. Später wurde es zu Ehren des in Mar del Plata geborenen Fußballspielers und -trainers José María Minella umbenannt. Das Stadion ist Teil des Complejo Municipal de Deportes „Teodoro Bronzini“ (deutsch Städtischer Sportkomplex „Teodoro Bronzini“).
Das Stadion wird vom Club Atlético Aldosivi und vom CA Alvarado genutzt. Im März 1995 war Mar del Plata Austragungsort der Panamerikanischen Spiele. Im Fußballturnier errang die argentinische U-23 der Männer gegen Mexiko (5:4 i. E.) den Sieg. Im Jahr 2001 fanden im Stadion insgesamt sieben Spiele der Junioren-Fußballweltmeisterschaft statt. Des Weiteren machten die U-20-Fußball-Südamerikameisterschaft 1999, die 7er-Rugby-Weltmeisterschaft 2001 und die Fußball-Südamerikameisterschaft der Frauen 2006 Station im Estadio José María Minella.